# Székesfehérvár
Székesfehérvár (Duits: Stuhlweißenburg) is een stad in Hongarije met 95.545 inwoners (2021). Het is de hoofdstad van het comitaat Fejér, waartoe het als "stad met comitaatsrecht" (megyei jogú város) zelf niet toe behoort. De stad ligt tussen Boedapest en het Balatonmeer op korte afstand van het Velencemeer. Het is een van de oudste steden van Hongarije.

## Naam
Székesfehérvár wordt meestal kortweg Fehérvár genoemd. In het Duits luidt de naam traditioneel Stuhlweißenburg, wat de letterlijke vertaling is. De toevoeging Székes dient ter onderscheiding van een ander Fehérvár, Gyulafehérvár, dat tegenwoordig in Roemenië ligt. Het woord szék betekent "zetel" en duidt op het feit dat Fehérvár een koninklijke residentie was.

## Geschiedenis
In de Middeleeuwen was het de stad waar Hongaarse koningen werden gedoopt, getrouwd, gekroond en begraven. In 1222 vaardigde koning Andreas II er zijn beroemde Gouden Bul uit, die de verhoudingen tussen de vorst en de adel regelde.
Na de verovering door de Turken in 1543 raakte de stad ernstig in verval. Onder de Habsburgers werd de stad vanaf de 17e eeuw opnieuw bevolkt, behalve met Hongaren ook met Duitsers en Slowaken, die later in de Hongaarse bevolking opgingen. Aan deze periode dankt de stad haar huidige barokke uiterlijk.

## Bezienswaardigheden
De voornaamste barokgebouwen in de stad zijn het bisschoppelijk paleis (püspöki palota) en het Zichy-paleis, beide in zopfstijl, en de Stefanuskathedraal (Szent István bazilika). Een overblijfsel uit de Middeleeuwen is de ernaast gelegen St. Annakapel (Szent Anna kápolna). In de Ruïnetuin (romkert) zijn overblijfselen van de romaanse basiliek te vinden, evenals de 11e-eeuwse sarcofaag waarin de heilige koning Stefanus zou liggen.

## Sport
Videoton FC is de professionele voetbalclub van Székesfehérvár. Videoton FC is tweevoudig Hongaars landskampioen en speelt haar wedstrijden in het Sóstóistadion.

## Partnersteden
Székesfehérvár onderhoudt jumelages met Kemi (Finland, sinds 1957), Opole (Polen, 1958), Loehansk (Oekraïne, 1978), Blagoëvgrad (Bulgarije, 1978), Alba Iulia (Roemenië, 1990), Schwäbisch Gmünd (Duitsland, 1991), Chorley (Groot-Brittannië, 1991), Birmingham (Alabama) (VS, 1997), Zadar (Kroatië, 1997), Cento (Italië, 1998), Erdenet (Mongolië, 2008), Kocaeli (Turkije, 2008), Banská Štiavnica (Slowakije, 2008), Chang Chun (China, 2010) en Miercurea Ciuc (Roemenië, 2011).

## Geboren in Székesfehérvár
- Gaszton Gaál (1868-1932), politicus
- Viktor Orbán (1963), minister-president (1998-2002, 2010-heden)
- Dominik Szoboszlai (2000), voetballer

## Fotogalerij

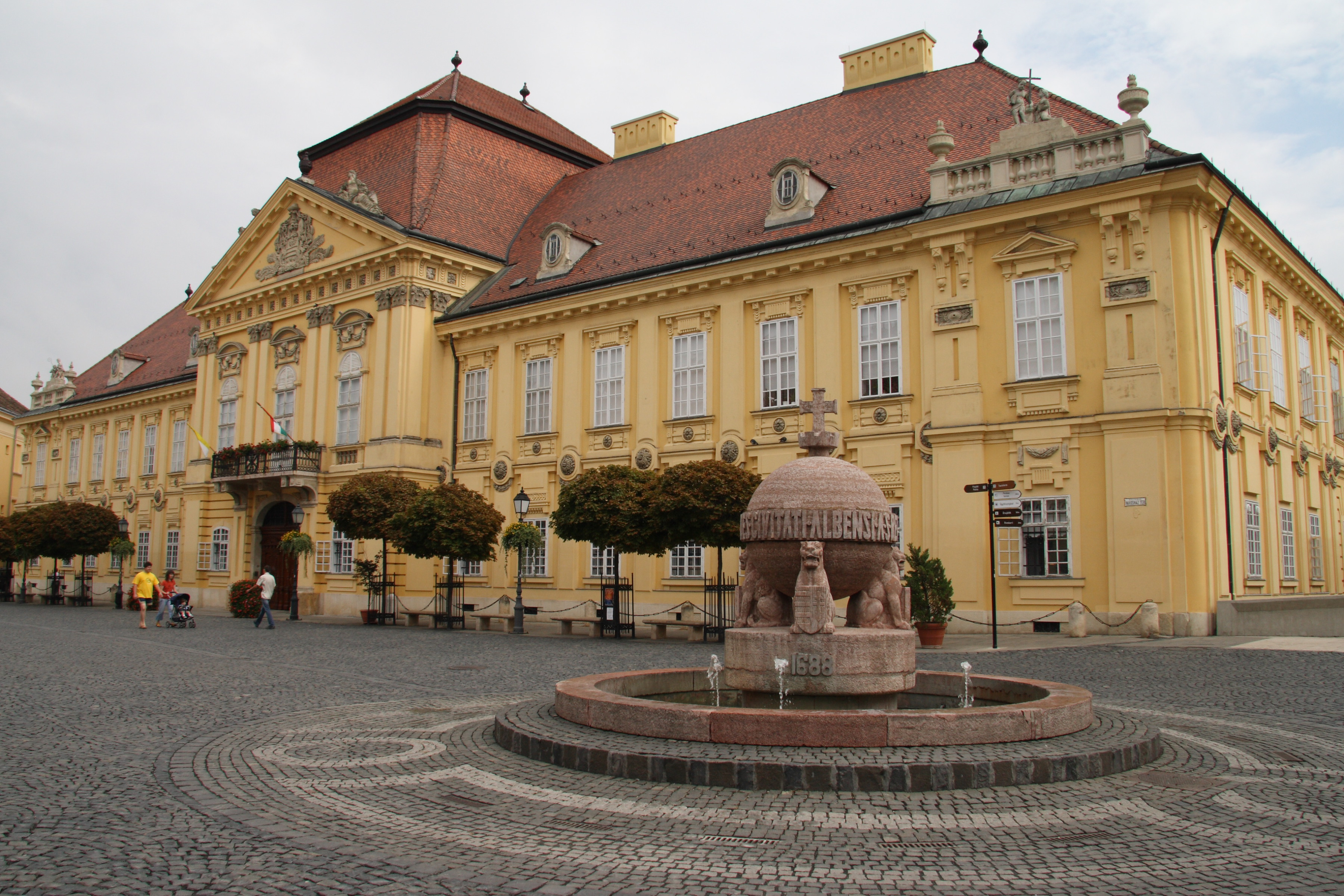
Bisschoppelijk paleis
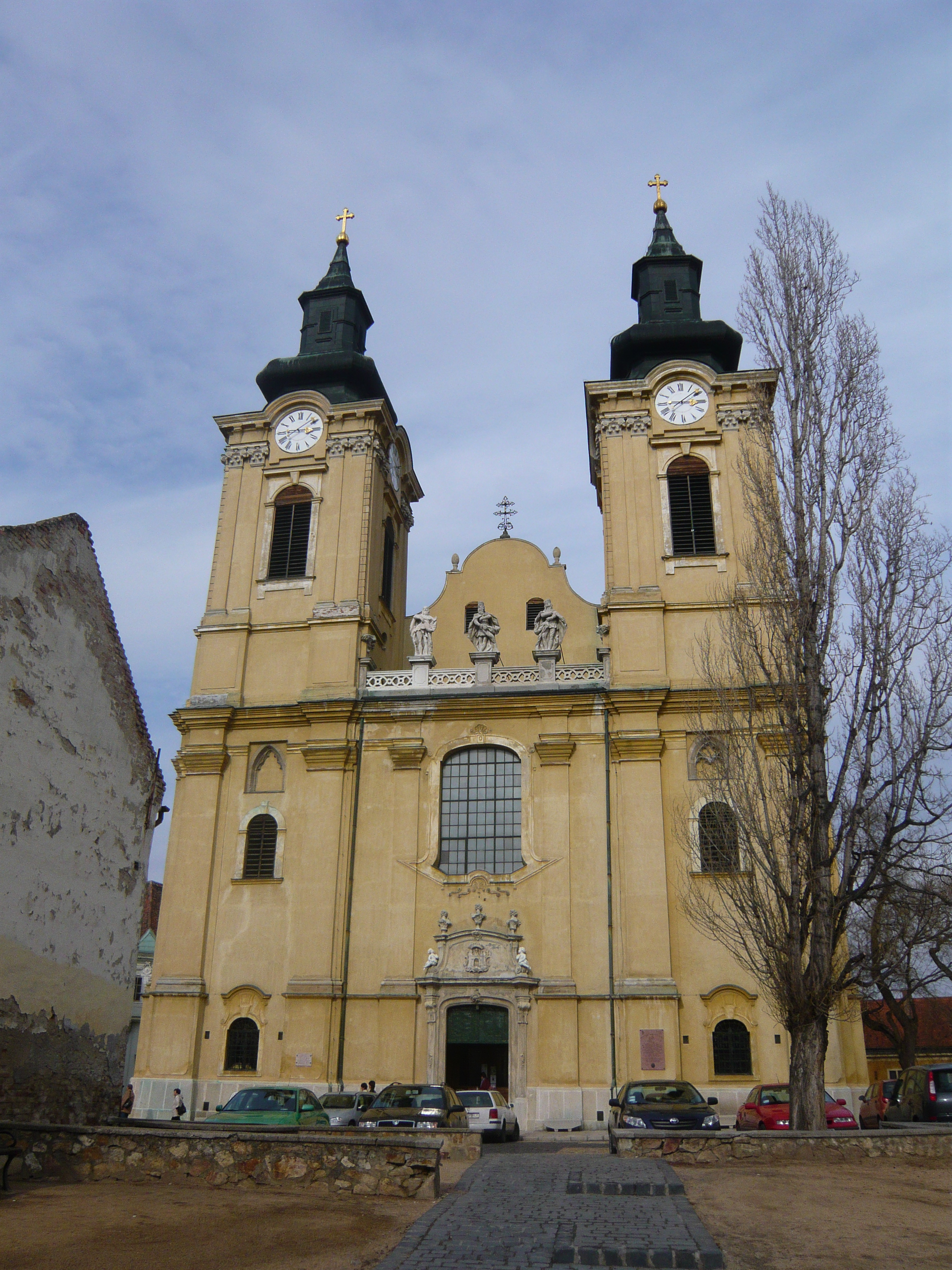
Stefanskathedraal
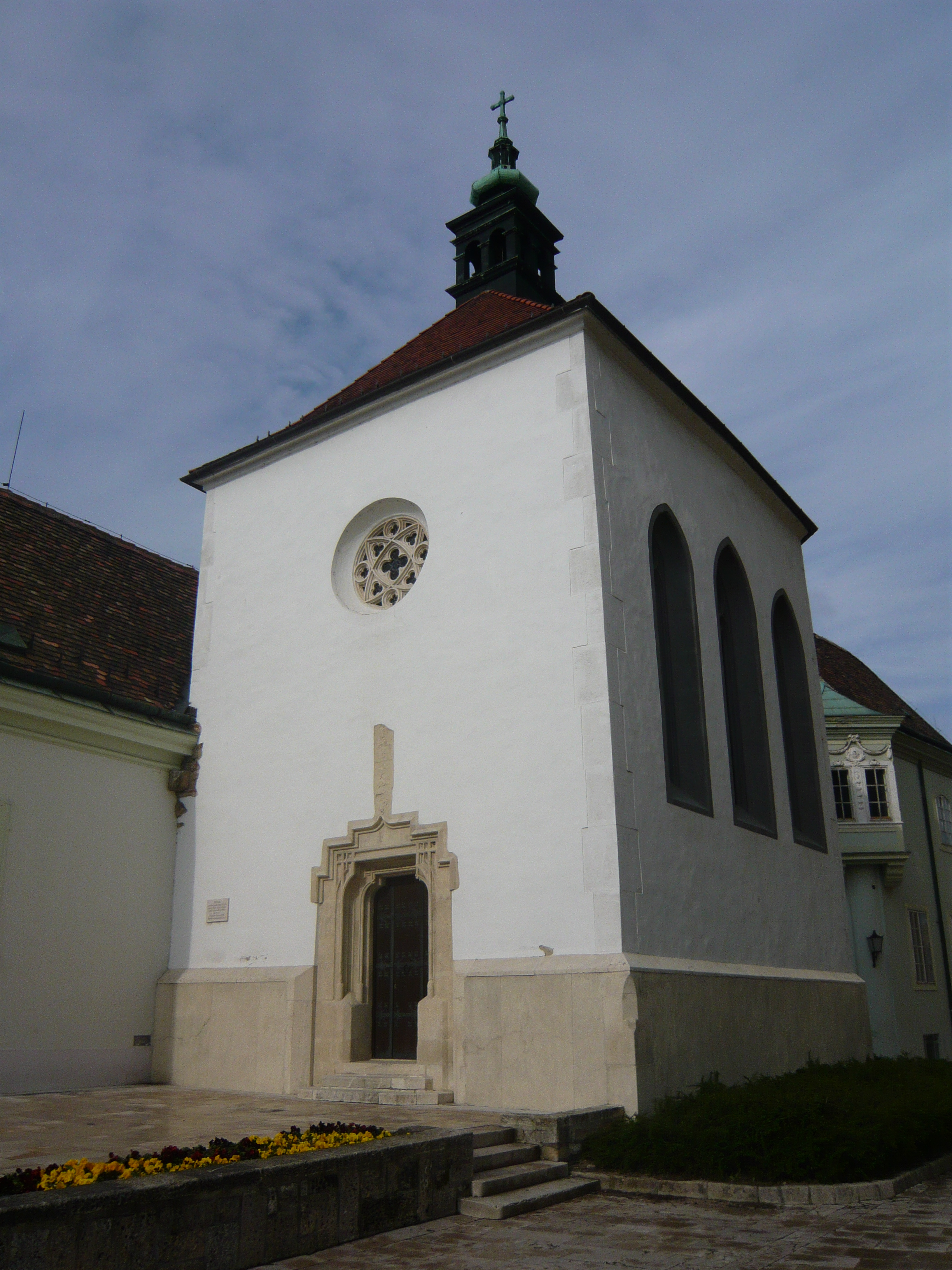
St. Annakapel